# Tetraponera rufonigra
Tetraponera rufonigra é uma espécie de formiga do gênero Tetraponera, pertencente à subfamília Pseudomyrmecinae.